# Champsosauridae
Los campsosáuridos ( Champsosauridae ) son una familia de diápsidos arcosauromorfos coristoderos que vivieron desde mediados del período Cretácico, en el Aptiense, al Eoceno a mediados del Paleógeno, hace aproximadamente entre 125 a 55 millones de años. Sus fósiles se han hallado en Asia, Europa y Norteamérica. Su nombre fue propuesto por Edward Drinker Cope en 1876.